# Sigmodon zanjonensis
Sigmodon zanjonensis és una espècie de mamífer rosegador de la família dels cricètids. Viu als altiplans de Guatemala i l'estat mexicà de Chiapas. L'holotip tenia una llargada total de 280 mm, els peus de 30 mm i les orelles de 16 mm. El seu nom específic, zanjonensis, significa ‘de Zanjón’ en llatí i es refereix a la localitat on fou trobat l'holotip, situada a uns 2.700 msnm.